# Nikolaus von Schönberg
Fray Niccolò Schomberg, O.P. también conocido como Nikolaus von Schönberg, Nikolaus Schoenberg, Niccolò Schumberg o Niccolò Schomberg (Sajonia, Alemania; 11 de agosto de 1472-Roma, Italia; 7 de septiembre de 1537), fue un cardenal y arzobispo de Capua.
Impresionado por los discursos de Savonarola en Pisa de 1495, Schönberg se hizo sacerdote en 1497, y miembro de la Orden de Predicadores el 31 de octubre de 1498. En Florencia se graduó como doctor en teología, pero también estudió matemáticas, astronomía, medicina y geografía. Hablante de varias lenguas, sirvió a su orden viajando por toda Europa, Jerusalén y el Imperio otomano, antes de asentarse en Roma en 1508, al servicio del papa Julio II.
Su magisterio fue uno de los más fructíferos de su tiempo. El 1 de noviembre de 1536 escribió desde Roma a Nicolás Copérnico y le pidió una copia de sus escritos «cuanto antes como sea posible».  Asignado a la basílica Crescentiana di San Sisto, estuvo preso en la Basílica de San Pablo Extramuros, en Roma, donde murió el 7 de septiembre de 1537, y fue sepultado en Santa Maria sopra Minerva.